# Ле Каландре (Мантова)
Ле Каландре је насеље у Италији у округу Мантова, региону Ломбардија.
Према процени из 2011. у насељу је живело 24 становника. Насеље се налази на надморској висини од 12 м.